# Pandanus subglobosus
Pandanus subglobosus är en enhjärtbladig växtart som beskrevs av Harold St.John. Pandanus subglobosus ingår i släktet Pandanus och familjen Pandanaceae.
Artens utbredningsområde är Madagaskar. Inga underarter finns listade.